# Helen Hayes

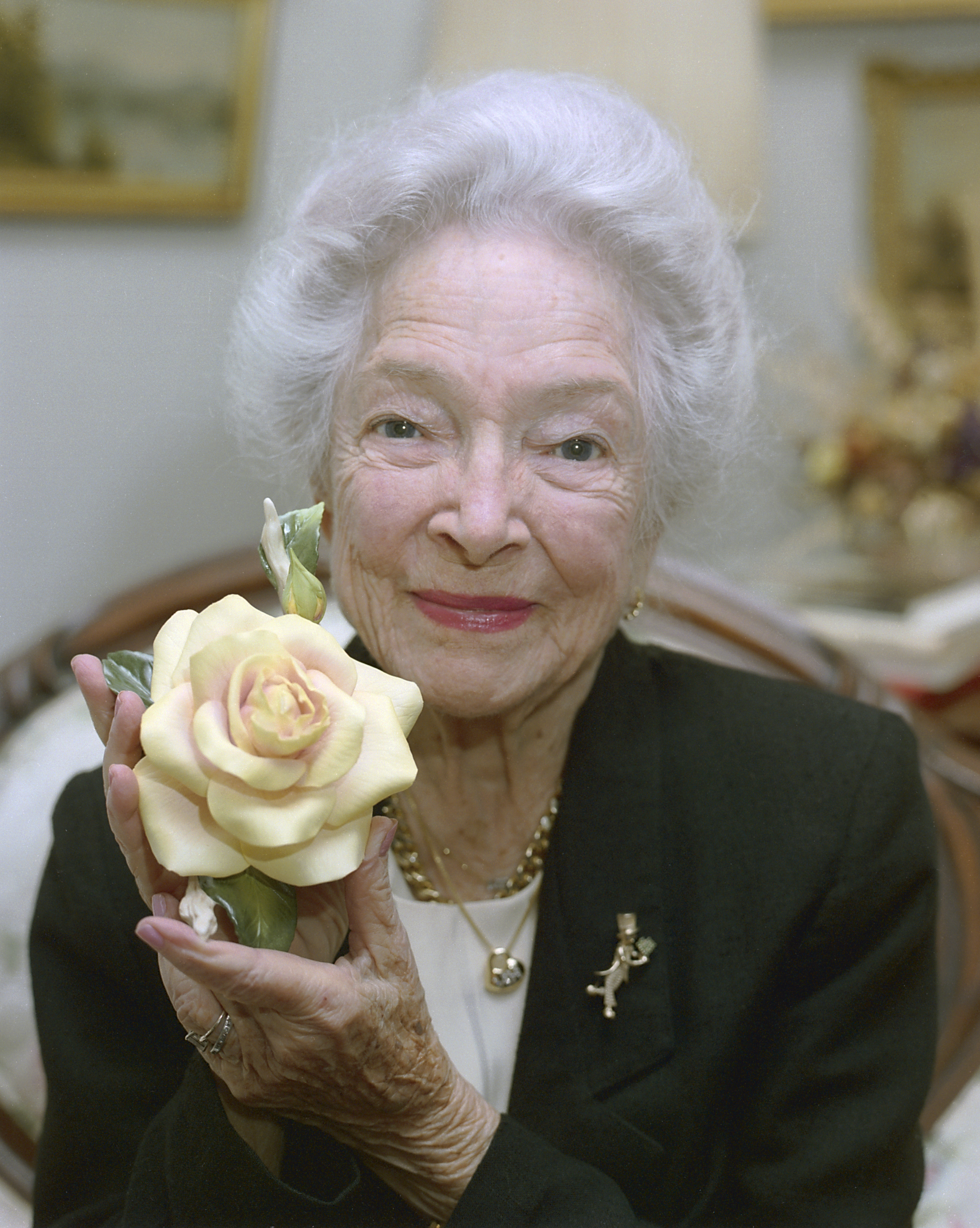
Helen Hayes (1990er Jahre)

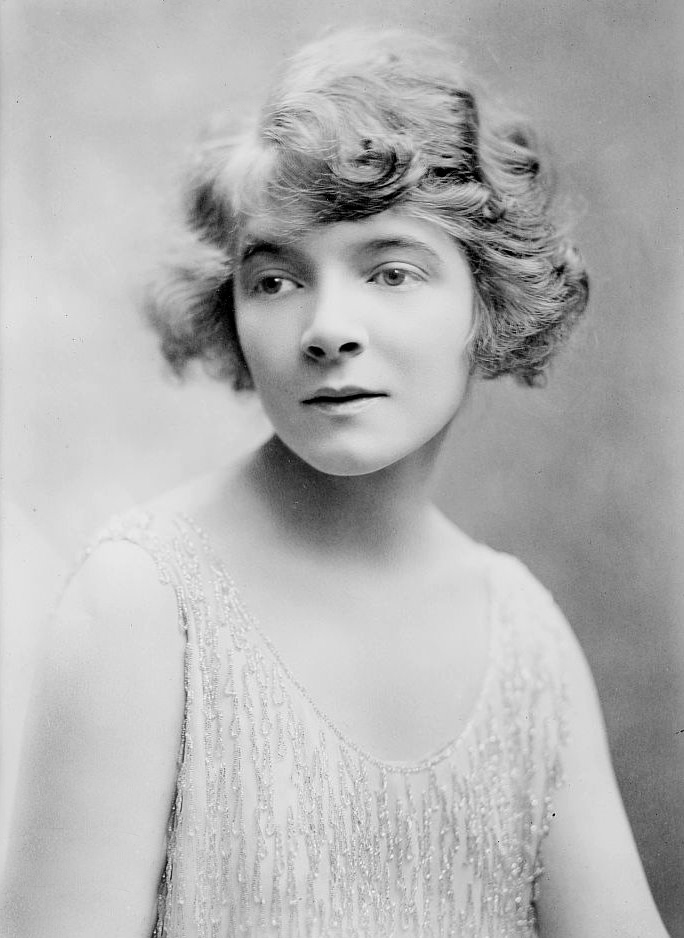
Helen Hayes (ca. 1920)

Helen Hayes Brown (* 10. Oktober 1900 in Washington, D.C.; † 17. März 1993 in Nyack, New York) war eine US-amerikanische Film- und Bühnenschauspielerin, die eine lange und erfolgreiche Karriere im amerikanischen Showgeschäft hatte. Für ihre Leistung in Die Sünde der Madelon Claudet gewann sie  1932 den Oscar als Beste Hauptdarstellerin, nochmals mit dem Oscar wurde sie für ihre Nebenrolle im Katastrophenfilm Airport ausgezeichnet. Außerdem gewann sie mehrere Tony Awards für ihre Theaterarbeit, den Emmy Award und den Grammy. Damit ist sie eine der wenigen Personen, die alle vier großen Preise der US-amerikanischen Unterhaltungsindustrie gewinnen konnten.

## Leben
Helen Hayes war die Tochter einer bekannten Bühnenschauspielerin und gab ihr eigenes Debüt im Theater im Alter von fünf Jahren. Schon mit neun hatte sie in dem Stück Old Hutch ihr Broadway-Debüt. Sie war eine vielbeschäftigte Darstellerin im Fach der Naiven und wurde durch ihren Auftritt in Dear Brutus zu einem der beliebtesten Stars neben Schauspielerinnen wie Katharine Cornell, Maude Adams, Laurette Taylor und Ruth Chatterton. Mitte der 1920er-Jahre trug sie bereits den Ehrentitel First Lady of the American Theatre. 1928 heiratete sie den Dramatiker und Drehbuchautor Charles MacArthur, den engsten Freund von Ben Hecht und Dorothy Parker. Anfang 1931 begleitete sie ihren Ehemann nach Hollywood, wo MacArthur einen Vertrag mit MGM unterschrieben hatte. Auf Drängen des Studios übernahm sie schließlich die Hauptrolle in dem Film The Lullabye, der als Die Sünde der Madelon Claudet in den Verleih kam. Die Geschichte folgt dem Muster von Madame X und erzählt das Schicksal einer ledigen Mutter, die sich für ihr Kind als Prostituierte aufopfert und am Ende stirbt. Hayes wurde praktisch über Nacht zum Star und wurde auf der Oscarverleihung 1932 mit dem Oscar als beste Darstellerin ausgezeichnet.

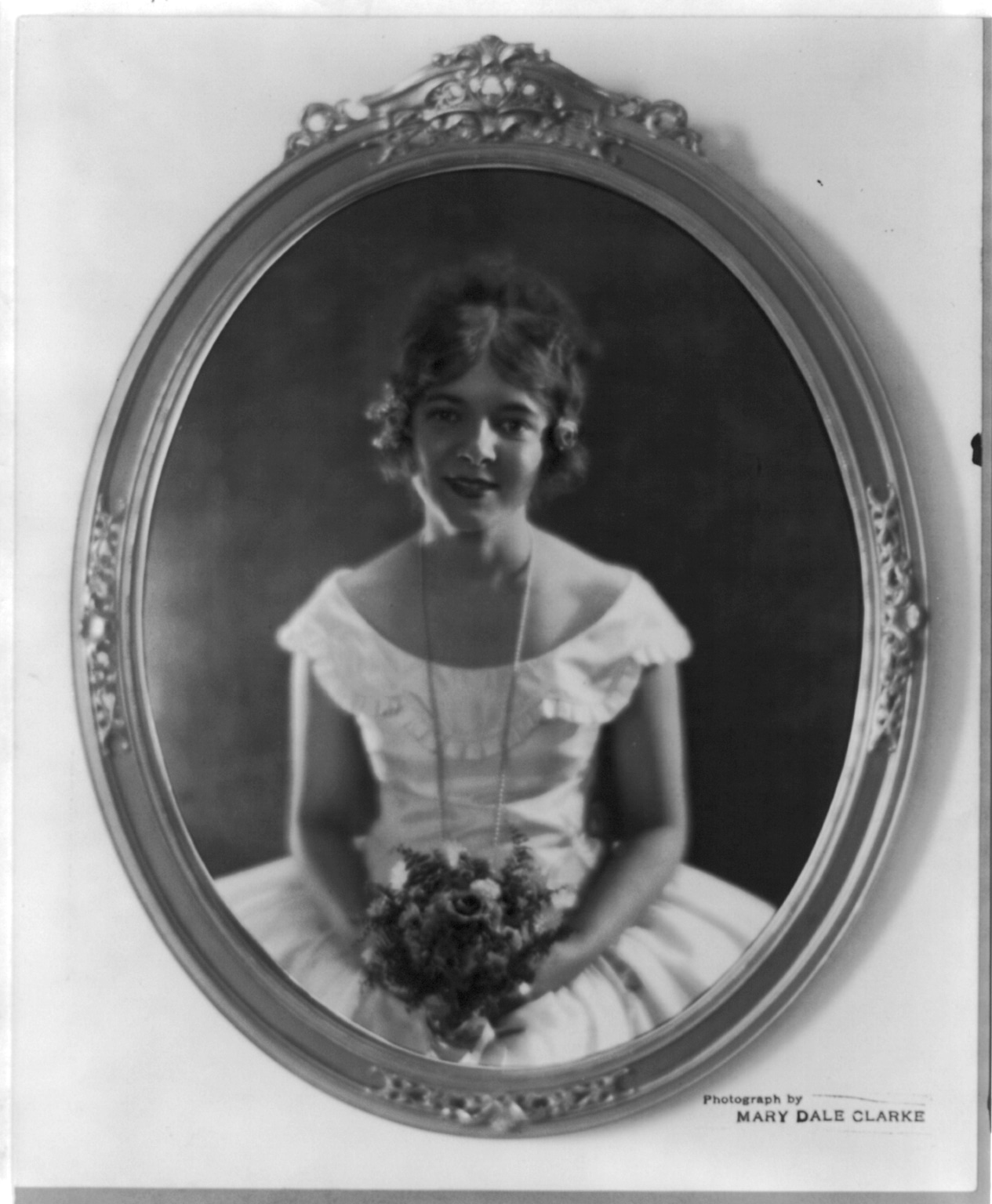
Helen Hayes (1921)

Auch ihre nächsten beiden Rollen waren eher tragischer Art. In Samuel Goldwyns Arrowsmith, der Verfilmung des gleichnamigen Romans von Sinclair Lewis, war Helen Hayes unter der Regie von John Ford neben Ronald Colman und Myrna Loy zu sehen. Unmittelbar danach wurde sie auf eigenen Wunsch an Paramount ausgeliehen, um dort In einem anderen Land an der Seite von Gary Cooper zu drehen. Ihre nachfolgenden Filme waren meist aufwändig produzierte Melodramen, die Hayes neben den größten männlichen Stars des Studios zeigten. Die weiße Schwester von 1933 zeigte sie an der Seite von Clark Gable in einer Geschichte um eine Frau, die aus Trauer über ihren angeblich gefallenen Geliebten Nonne wird und nach dessen erneutem Auftauchen große Gewissensqualen erleidet. Der Film war mit fast zwei Millionen US-Dollar Einspielergebnis der größte finanzielle Erfolg von Hayes während dieser Zeit. Im selben Jahr übernahm sie in David O. Selznicks Nachtflug, nach dem gleichnamigen Roman von Antoine de Saint-Exupéry, eine der Hauptrollen in einer Starbesetzung neben Clark Gable, Myrna Loy, John Barrymore und Lionel Barrymore.
Hayes war damals auf dem Gipfel ihrer Beliebtheit, sodass in dem Film Sexbombe von 1933 sogar eine kleine Spitze gegen ihr damenhaftes Image gemacht wurde: Lola Burns, regierendes Sexsymbol der Monarch Studios, gespielt von Jean Harlow, verliebt sich im Verlauf der Handlung in einen – angeblichen – Adligen, der ihr süße Nichtigkeiten ins Ohr flüstert. Ach, meint sie entzückt, das ist ja viel netter als alles, was Helen Hayes in ihren Filmen gesagt bekommt. Zunehmend unzufrieden mit ihrem Leben als Filmschauspielerin und Star entschied sich Hayes nach dem Reinfall von Vanessa, Her Love Story, nach einer Geschichte von Hugh Walpole, an den Broadway zurückzukehren. Sie übernahm die Hauptrolle in Victoria Regina und feierte damit ihren größten Bühnentriumph: Das Stück stand bis 1938 ununterbrochen auf dem Spielplan und führte sie anschließend auf Tourneen durch das ganze Land.
1959 wurde zu Ehren ihres 50-jährigen Jubiläums als Schauspielerin ein Theater nach ihr benannt – eine Auszeichnung, die nur wenigen Schauspielern zuteilwird. Helen Hayes arbeitete bereits sehr früh im neuen Medium Fernsehen, das ihr bis weit in die 1980er-Jahre Arbeit und neue Aufgaben anbot. Zum Film kehrte sie erst Anfang der 1950er-Jahre zurück, diesmal in Charakterrollen. Meist waren diese nicht anspruchsvoll, mit Ausnahme der Zarenmutter in Anastasia von 1955 und ihrem Porträt einer blinden Passagierin an Bord eines absturzgefährdeten Flugzeugs in Airport, für den sie den Oscar als beste Nebendarstellerin bekam. Sie schlug damit Katharine Hepburn als denjenigen Künstler, der die längste Zeitspanne zwischen zwei Oscargewinnen aufzuweisen hatte. In den 1970er-Jahren spielte sie Hauptrollen in drei Walt-Disney-Kinofilmen, darunter in Herbie groß in Fahrt von 1975. 1983 wurde das Little Theatre am Broadway in Helen Hayes Theatre umbenannt. Das Theater befindet sich in 44. Straße West in Manhattan. Ihren letzten Auftritt vor der Kamera hatte sie 1985 als Agatha Christies Miss Marple in der Fernsehadaption von Murder with Mirrors, der sie neben Bette Davis zeigte.
Der Schauspieler James MacArthur (1937–2010) war ihr Adoptivsohn.

## Auszeichnungen
Neben ihren zwei Oscars gewann Helen Hayes auch dreimal den Tony, die Entsprechung für den Oscar am Broadway; 1947, 1958 und 1980 einen Ehren-Tony für ihr Lebenswerk. Darüber hinaus gewann sie 1953 und 1978 den Emmy für ihre Arbeit beim Fernsehen. Und schließlich bekam sie 1976 noch einen Grammy für eine Schallplattenaufnahme. Sie war die erste Künstlerin, die diese Preise auf sich vereinigen konnte. 1986 überreichte US-Präsident Ronald Reagan Hayes die Freiheitsmedaille, die höchste zivile Auszeichnung in den Vereinigten Staaten.

## Filmografie (Auswahl)
- 1910: Jean and the Calico Doll (Kurzfilm)
- 1917: The Weavers of Life
- 1928: The Dancing Town (Kurzfilm)
- 1931: Die Sünde der Madelon Claudet (The Sin of Madelon Claudet)
- 1931: Arrowsmith
- 1932: In einem anderen Land (A Farewell to Arms)
- 1932: The Son-Daughter
- 1933: Die weiße Schwester (The White Sister)
- 1933: Another Language
- 1933: Nachtflug (Night Flight)
- 1934: Verbrechen ohne Leidenschaft (Crime Without Passion)
- 1934: What Every Woman Knows
- 1935: Vanessa, Her Love Story
- 1943: Stage Door Canteen (Cameo-Auftritt)
- 1950: The Prudential Family Playhouse (Fernsehserie, 1 Folge)
- 1950–1951: Pulitzer Prize Playhouse (Fernsehserie, 2 Folgen)
- 1951: Robert Montgomery Presents (Fernsehserie, 1 Folge)
- 1951: Schlitz Playhouse of Stars (Fernsehserie, 3 Folgen)
- 1952: My Son John
- 1952–1958: Omnibus (Fernsehserie, 7 Folgen)
- 1953: Main Street to Broadway
- 1953: Medallion Theatre (Fernsehserie, 1 Folge)
- 1954: The Motorola Television Hour (Fernsehserie, 1 Folge)
- 1954–1955: The Best of Broadway (Fernsehserie, 2 Folgen)
- 1954–1959: The United States Steel Hour (Fernsehserie, 3 Folgen)
- 1955: Producers’ Showcase (Fernsehserie, 1 Folge)
- 1956: Anastasia
- 1957: Playhouse 90 (Fernsehserie, 1 Folge)
- 1957: The Alcoa Hour (Fernsehserie, 1 Folge)
- 1959: Ah, Wilderness! (Fernsehfilm)
- 1959: Der dritte Mann im Berg (Third Man on the Mountain)
- 1959: Dow Hour of Great Mysteries (Fernsehserie, 1 Folge)
- 1959–1960: Play of the Week (Fernsehserie, 2 Folgen)
- 1960: Cradle Song (Fernsehfilm)
- 1960: The Bell Telephone Hour (Fernsehserie, 1 Folge)
- 1963: The Christophers (Fernsehserie, 1 Folge)
- 1965: Toast of the Town (Fernsehserie, 1 Folge)
- 1967: Tarzan (Fernsehserie, 1 Folge)
- 1969: Arsenic and Old Lace (Fernsehfilm)
- 1970: The Front Page (Fernsehfilm)
- 1970: Airport
- 1970: NET Playhouse (Fernsehserie, 1 Folge)
- 1971: Do Not Fold, Spindle or Mutilate (Fernsehfilm)
- 1972: Here’s Lucy (Fernsehserie, 1 Folge)
- 1972: Harvey (Fernsehfilm)
- 1972: Teufelskreis der Angst (Ghost Story, Fernsehserie, Folge 1x06 Alter-Ego)
- 1972–1974: The Snoop Sisters (Fernsehserie, 5 Folgen)
- 1974: Herbie groß in Fahrt (Herbie Rides Again)
- 1975: Wer hat unseren Dinosaurier geklaut? (One of Our Dinosaurs Is Missing)
- 1975: Hawaii Fünf-Null (Hawaii Five-O, Fernsehserie, Folge 8x09 Retire in Sunny Hawaii... Forever)
- 1976: Unternehmen Entebbe (Victory at Entebbe, Fernsehfilm)
- 1976: Die Bankiers (Arthur Hailey’s the Moneychangers, Fernsehmehrteiler, 4 Teile)
- 1977: Abenteuer auf Schloß Candleshoe (Candleshoe)
- 1978: Was soll denn nur mit Vater werden? (A Family Upside Down, Fernsehfilm)
- 1980: Love Boat (The Love Boat, Fernsehserie, 1 Folge)
- 1982: Mörderische Leidenschaft (Murder Is Easy, Fernsehfilm)
- 1982: Geliebter Tony (Love, Sidney, Fernsehserie, 1 Folge)
- 1983: Agatha Christie: Das Mörderfoto (A Caribbean Mystery, Fernsehfilm)
- 1984: Ein Engel auf Erden (Highway to Heaven, Fernsehserie, 2 Folgen)
- 1985: Miss Marple: Mord mit doppeltem Boden (Murder with Mirrors, Fernsehfilm)
- 1985: Glitter (Fernsehserie, 1 Folge)